# Ḩefz̧ābād (ort i Nordkhorasan)
Ḩefz̧ābād (persiska: Ḩebsābād, حفظ آباد) är en ort i Iran.   Den ligger i provinsen Nordkhorasan, i den nordöstra delen av landet, 500 km öster om huvudstaden Teheran. Ḩefz̧ābād ligger 981 meter över havet och antalet invånare är 369.
Terrängen runt Ḩefz̧ābād är platt.Runt Ḩefz̧ābād är det ganska glesbefolkat, med 30 invånare per kvadratkilometer. Närmaste större samhälle är Sankhvāst, 15,4 km väster om Ḩefz̧ābād. Trakten runt Ḩefz̧ābād är ofruktbar med lite eller ingen växtlighet.